# Sinularia laminilobata
Sinularia laminilobata is een zachte koraalsoort uit de familie Alcyoniidae. De koraalsoort komt uit het geslacht Sinularia. Sinularia laminilobata werd in 1990 voor het eerst wetenschappelijk beschreven door Malyutin. 